# Niedersächsisches Landesamt für Bau und Liegenschaften
Das Niedersächsische Landesamt für Bau und Liegenschaften (NLBL) ist eine Landesbehörde in Niedersachsen. Zusammen mit dem Niedersächsischen Finanzministerium und sieben regionalen staatlichen Bauämtern ist es Teil des Staatlichen Baumanagements Niedersachsen.

## Aufgaben
Das NLBL agiert als Aufsichtsbehörde in der Mittelinstanz. Es überwacht und steuert die Tätigkeit der sieben Bauämter, nimmt Querschnittsaufgaben wahr und bündelt Spezialwissen. Zum NLBL gehört auch die Landesliegenschaftsverwaltung. Die sieben Bauämter betreiben das operative Geschäft und realisieren die Bauprojekte für Bund und Land.

## Staatliche Bauämter
- Braunschweig
- Elbe-Weser (Cuxhaven)
- Südniedersachsen (Clausthal-Zellerfeld)
- Hannover
- Lüneburger Heide (Munster)
- Weser-Leine (Nienburg/Weser)
- Region Nord-West (Bad Iburg), ehemals Osnabrück-Emsland (Bad Iburg) und Ems-Weser (Wilhelmshaven)

## Geschichte
Die Behörde wurde am 2. Oktober 2017 gegründet und übernahm Teilaufgaben der aufgelösten Oberfinanzdirektion Niedersachsen. Für andere Teile wurde zur gleichen Zeit das Landesamt für Steuern Niedersachsen (LStN) gegründet. Bereits 2016 wurde das Niedersächsische Landesamt für Bezüge und Versorgung (NLBV) gegründet.